# ضاغط هيدروليكي
الضواغط الهيدروليكية هي أحد أنواع الضواغط المصممة لتحويل الطاقة الهيدروليكية (المواد السائلة) إلى طاقة هوائية غازية.. تستخدم في المجالات الصناعية لتحسين كفاءة أنواع محددة من لاآلات، تحوي الضواغط الهيدروليكية على مضخة هيدروليكية تدفع الهواء عبر أنبوب مما يجبر المحركات على الدوران. يقوم المحرك بتشغيل ضاغط الهواء الداخلي، مما يتسبب بإطلاق الهواء في الوسط . انتشرت الضواغط الهيدروليكية بشكل كبير عام 1799 عندما اخترع الإنجليزي جورج ميدهيرست ضاغط هواء بمحرك كوسيلة للدفع 

## الاستخدامات
بسبب التركيب السهل والرخيص للضواغط الهيدروليكية، قامت العديد من المصانع بإضافتها لمعداتها لتحسين جودة العمل وتأمين نتيجة أفضل، وتشمل هذه الصناعات المجالات الزراعية والآلية والمركبات والطبية والشركات الصناعية التي تتطلب من العامل أو المهندس الحصول على نتائج أكبر واختراعات أفضل.

### القطاع الزراعي
يمكن للمهندسين الزراعيين استخدامه لتسريع عملية زراعة النباتات أو تربية الماشية، إذ يحتاج المزارعون إلى المعدات المناسبة لزراعة المنتجات بشكل مستدام لتتناسب مع متطلبات المستهلكين. ومن الأمثلة على ذلك آلات الحلب المستخدمة في الأبقار أو تركيب الضواغط على الطائرات بدون طيار لرمي البذور والأسمدة في الأراضي الزراعية. عَززت العديد من الأدوات الزراعية مثل الجرارات أو آلات البذر غلة المحاصيل بشكل كبير في الصناعة الزراعية.

### المركبات
تستخدم جميع المركبات المستخدمة في الحياة اليومية ضواغط هيدروليكية للطاقة أو لوظائف أخرى، فتعمل العملية الديناميكية الحرارية عند تشغيل التكييف في السيارة عن طريق ضاغط يقوم بضغط الهواء ورفع درجة حرارة المبرد الذي يقوم بتدوير الهواء البارد في السيارة. نفخ العجلات، أو طلي السيارات وعمليات أخرى يمكن أن تقوم بها الضواغط. في كوريا الجنوبية، يعد استخدام الضواغط ضروريًا للحصول على الغازات مصدراً للطاقة وهو المكون الرئيسي لتطوير محطات شحن الهيدروجين.

### المجال الطبي
يمكن أيضًا استغلال الضواغط الهيدروليكية في المعدات الطبية لإنقاذ الأرواح. خلال جائحة فيروس كورونا 2019، حدث ارتفاع مفاجئ في الطلب على أجهزة التنفس، والتي تعمل جميعها عبر ضواغط هيدروليكية لتزويد المرضى بالهواء النقي. كما تستخدم الضواغط في المجال الطبي في أدوات الثقب والحفر والعديد من العمليات الجراحية الأخرى التي قد يحتاج الأطباء إلى إجرائها على المرضى.

### المجال الصناعي
تستخدم مجموعة من الأدوات البنيوماتية (الغازية) لبناء البنى التحتية الأساسية للدولة من مبانٍ حكومية، إلى الجسور والطرق، حيث يدمج المهندسون في العمل بين الضواغط الهيدروليكية والهوائية منها، لتكون التكلفة جيدة والكفاءة أفضل ما يمكن، ومن هذه الأدوات: المطرقة ثاقبة (المبزل) والجلاخات والمنشار الجنزيري وبعض أنواع المثاقب.

## التصميم

### الميزات
يمتاز الضاغط الهيدروليكي بالقدرة على أداء الضغط المتساوي بدون أي أجزاء متحركة، مما يجعله أكثر موثوقية وذو تكاليف صيانة منخفضة. تستخدم المضخة الهيدروليكية لدفع الهواء عبر أنبوب رأسي يسمى أنبوب الهابط. يمتص الهواء في تدفق المياه بواسطة فرق الضغط الساكن. عندما ينزل الهواء أسفل الأنبوب، يرتفع الضغط، مما ينتج عنه ضغط هوائي. صممت الغرفة الساكنة للحصول على سرعة تدفق منخفضة، وبالتالي السماح لفقاعات الهواء بالانفصال عن الماء. يخرج الهواء المضغوط من الحجرة من خلال أنبوب رأسي آخر يسمى أنبوب الرافع.

### السلبيات
يعاني هذا النوع من الضواغط من مشكلة أساسية هي تحسين مقياس وأبعاد غرفة تخزين الهواء المضغوط، فقد يكون سعر الغرفة أغلى من تكلفة التركيب ذاتها وذلك اعتماداً على حجم الضاغط. على الرغم من التكلفة العالية نسبيًا للطاقة المستهلكة، يستخدم الضاغط الهيدروليكي قدرًا أقل من الكهرباء ويزيد من إنتاج مصادر الطاقة المتجددة.

## تحليل الكلفة
يظهر الشكل: 0: تكلفة الطاقة، 1: تكلفة الضاغط، 2: تكلفة الصيانة (استنادًا إلى التشغيل على مدار الساعة ، 0.08 دولارًا أمريكيًا/كيلوواط ساعي في عملية تحميل كاملة. ووفقاً له فإن معظم نفقات دمج الضاغط هي تكلفة الطاقة. العوامل الرئيسة المؤثرة في استهلاك الطاقة هي نوع وحجم الضاغط. هذا هو ما يحدد كفاءة الآلة وقوة سحبها. لتحقيق أقصى قدر من الكفاءة، يجب أن تتوافق سعة إنتاج الهواء مع متطلبات الهواء لتجنب الاختناقات وفقدان الطاقة غير الضرورية في شكل حرارة عند إطلاق الهواء من الضاغظ. من خلال تحسين الاستخدام أو منع التسرب، يمكن للشركات زيادة هوامش ربحها. يمكن أن يؤثر تصميم الأنابيب أيضًا على تكلفة النظام. فتصميم هيكل الأنبوب بدون زوايا حادة أو رؤوس ميتة تؤمن الحفاظ على الضغط وتكون ممراً فعالاً للهواء المضغوط. يجب على المصممين التفكير في نوع المواد التي ستستخدم في النظام الهيدروليكي. الألومنيوم، على سبيل المثال، لديه وزن أقل ومقاومة للتآكل من المواد الأكثر تقليدية مثل الفولاذ.  نظرًا لأنها أخف بكثير من الفولاذ، تسمح أنابيب الألومنيوم للفنيين واللحام بتصنيعها وتركيبها بشكل أسهل. قطر الأنبوب مهم أيضًا لأن الأقطار الأصغر تميل إلى أن يكون لها فرق ضغط أكبر. سيؤدي ذلك إلى تحويل المزيد من طاقة الضغط إلى حرارة أو اهتزاز، وبالتالي تقليل عمر الضاغط.

## الكفاءة
تُستخدم المعادلة {\displaystyle W=mRT*ln(\beta )} لقياس الكفاءة العظمى للضاغط الحقيقي، W تشير للقوة (كيلوواط)، R تشير لثابت الغاز أو الهواء (جول/كغ كلفن)، T تشير لدرجة الحرارة (كلفن)، β نسبة الضغط و m معدل تدفق الكتلة (كغ/ثانية)، بالإضافة لذلك، في الحسابات الحقيقية يجب حساب الضياع في تدفق الهواء، ويمكن ذلك بتطبيق معادلة الحفاظ على الطاقة لتدفق متساوي الحرارة (بافتراض) أن الماء والهواء لهما نفس الضغط والسرعة): {\displaystyle loss=m[RT*ln(P0/P1)-V^{2}/2]} . P0,P1 تشير للضغط (باسكال) و V تشير للسرعة (متر/ثانية). هناك العديد من العوامل التي تؤثر في فقدان الهواء مثل الاصطدام بالجدران أو الاحتكاك بين فقاعات الماء والهواء.
يتناسب تدفق الهواء المضغوط الناتج مع معدل التدفق الكتلي للسائل الذي يدور في النظام تناسب طردي أي يزداد بازدياده، ويمكن حساب هذا التدفق فقط في أجزاء معينة من المضخة الهيدروليكية، حيث يمكن تنفيذ التكوينات المختلفة. تتضمن أمثلة هذه التكوينات ترتيب ضخ متوازي أو متسلسل. يمكن تحديد منحنى المضخة باستخدام اشتقاق المعادلة التربيعية:{\displaystyle Q=-b\pm *\surd (b^{2}-4a(c-H))/2a}. تحسب المعادلة كفاءة رأس المضخة أو المحرك، والتي يمكن رسمها بيانيًا باستخدام الطاقة الكهربائية المستهلكة لمقارنة الأنظمة الهيدروليكية 